# Problemet med Maggie Cole
Problemet med Maggie Cole (engelska: The Trouble with Maggie Cole) är en brittisk dramakomediserie som hade premiär på ITV den 4 mars 2020. Serien, som är regisserad av Ben Gregor, efter ett manus skrivet av Mark Brotherhood, består av sex avsnitt.

## Handling
Serien handlar om historikern Maggie Cole som är det självutnämnda oraklet i den pittoreska fiskebyn Thurlbury där gemenskap värderas högt. När Maggie generöst delar med sig av personliga detaljer om ortsbefolkningen, uppskattas det inte av alla invånarna.

## Rollista (i urval)
- Dawn French - Maggie Cole
- Mark Heap - Peter Cole
- Julie Hesmondhalgh - Jill Wheadon
- Vicki Pepperdine - Karen Saxton
- Patrick Robinson - Marcus Ormansby
- Phil Dunster - Jamie Cole
- Gwyneth Keyworth - Becka Cole
- Chetna Pandya - Dr. Carol Tomlin